# 대한민국 민법 제128조
대한민국 민법 제128조는 임의대리에 대한 민법조문이다.

## 조문
제128조(임의대리의 종료) 법률행위에 의하여 수여된 대리권은 전조의 경우외에 그 원인된 법률관계의 종료에 의하여 소멸한다. 법률관계의 종료전에 본인이 수권행위를 철회한 경우에도 같다.

## 같이 보기
- 대리